# ブラウン (小惑星)
ブラウン (1643 Brown) は小惑星帯にある小惑星。カール・ラインムートがハイデルベルクのケーニッヒシュトゥール天文台で発見した。
イギリスに生まれ、アメリカ合衆国で活動した数学者、天文学者のアーネスト・ウィリアム・ブラウンに因んで名付けられた。